# Cathédrale Saint-Georges de Saskatoon
Pour les articles homonymes, voir Cathédrale Saint-Georges.
La cathédrale Saint-Georges (St. George Cathedral en anglais) est une cathédrale catholique ukrainienne située à Saskatoon en Saskatchewan au Canada. Elle est le siège de l'éparchie de Saskatoon.

## Histoire
L'église actuelle est la seconde église de la paroisse. Elle fut conçue par l'architecte Philip Ruh (en) en 1923. Sa construction commença en 1939 et fut complétée en 1943.
De 1950 à 1955, les icones et la décoration artistique de l'église furent réalisées par Theodore Baran, un membre de la paroisse. L'iconostase fut ajouté en 1991.

## Source
- (en) Cet article est partiellement ou en totalité issu de l’article de Wikipédia en anglais intitulé « Cathedral of St. George (Saskatoon) » (voir la liste des auteurs).